# سرناد (فیلم)
سرناد (انگلیسی: The Serenade) یک فیلم کمدی صامت کوتاه به کارگردانی ویلارد لوئیس است که در سال ۱۹۱۶ منتشر شد. از بازیگران این فیلم می‌توان به اولیور هاردی، بیلی روژ، فلورنس مک‌لاکلین و بیلی بلچر اشاره کرد.